# Vuelo 6502 de Aeroflot
El vuelo 6502 de Aeroflot fue un vuelo que cubría la ruta desde el Aeropuerto de Ekaterimburgo-Koltsovo hasta el Aeropuerto de Grozni con una parada intermedia en el  Aeropuerto Internacional de Samara-Kurúmoch el día 20 de octubre de 1986. El vuelo se realizaba con un avión Tu-134A. Durante el descenso para aterrizar en el aeropuerto de Samara-Kurúmoch, el comandante apostó con el primer oficial que podría aterrizar con las cortinas de la cabina cerradas usando solo una aproximación instrumental. Minutos más tarde el avión se estrellaría contra la pista y perderían la vida 70 de sus 94 ocupantes.

## Accidente
El 20 de octubre de 1986, a las 15:48, el vuelo 6502 estaba realizando la aproximación a la pista 15 del aeropuerto de Samara-Kurúmoch cuando el comandante Alexander Klyuyev apostó con el copiloto Gennady Zhirnov que sería capaz de aterrizar el avión haciendo una aproximación instrumental, con las cortinas de la cabina cerradas. Algo que estaba prohibido, pero ni el copiloto ni el ingeniero de vuelo se opusieron.
El comandante ordenó al ingeniero de vuelo cerrar las cortinas de la cabina, cuando se encontraban a 1300ft sobre el terreno, y siguió en descenso hacia la pista de aterrizaje. Al ver que el comandante no abría las cortinas, un segundo antes del impacto, y cuando estaban solo a 10 metros de altura, el ingeniero volvió a abrir las cortinas. El avión chocó fuertemente contra la pista (4.8G).
Tras el impacto, el ala izquierda se rompió y el combustible del avión se desparramó, y la parte principal del avión empezó a arder.
70 de sus 94 ocupantes murieron. El copiloto sobrevivió al impacto pero murió de un paro cardiorrespiratorio mientras ayudaba a los pasajeros a evacuar la aeronave.

## Condena
El comandante del vuelo, Klyuyev, sobrevivió al accidente, y fue condenado a 15 años de prisión por negligencia.
La compañía Aeroflot solo permitía aterrizajes totalmente a ciegas en determinadas circunstancias: solo en vuelos de entrenamiento y con un instructor de vuelo con experiencia a bordo.